# アイランドドルフィン

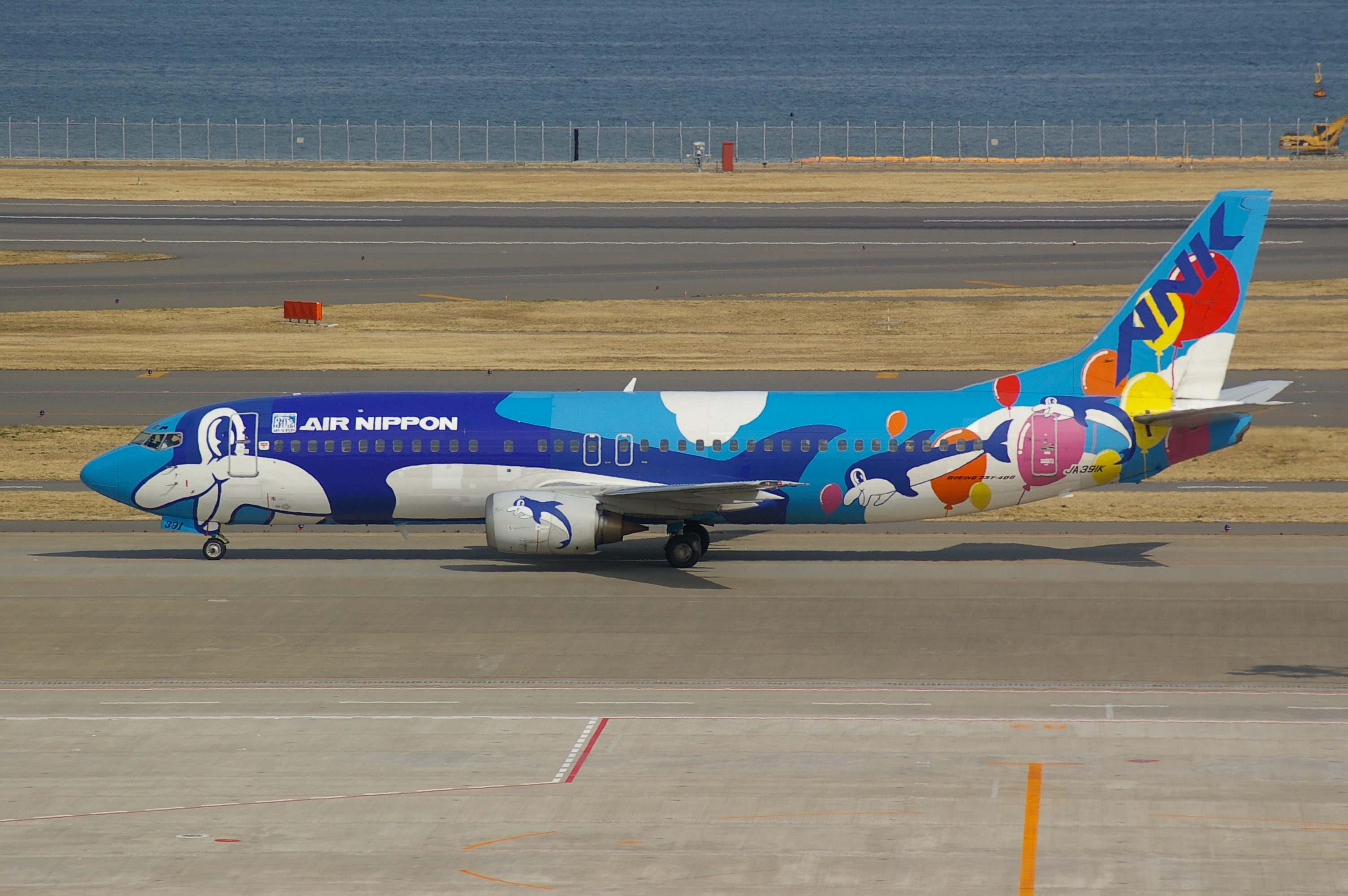
アイランドドルフィン JA391K

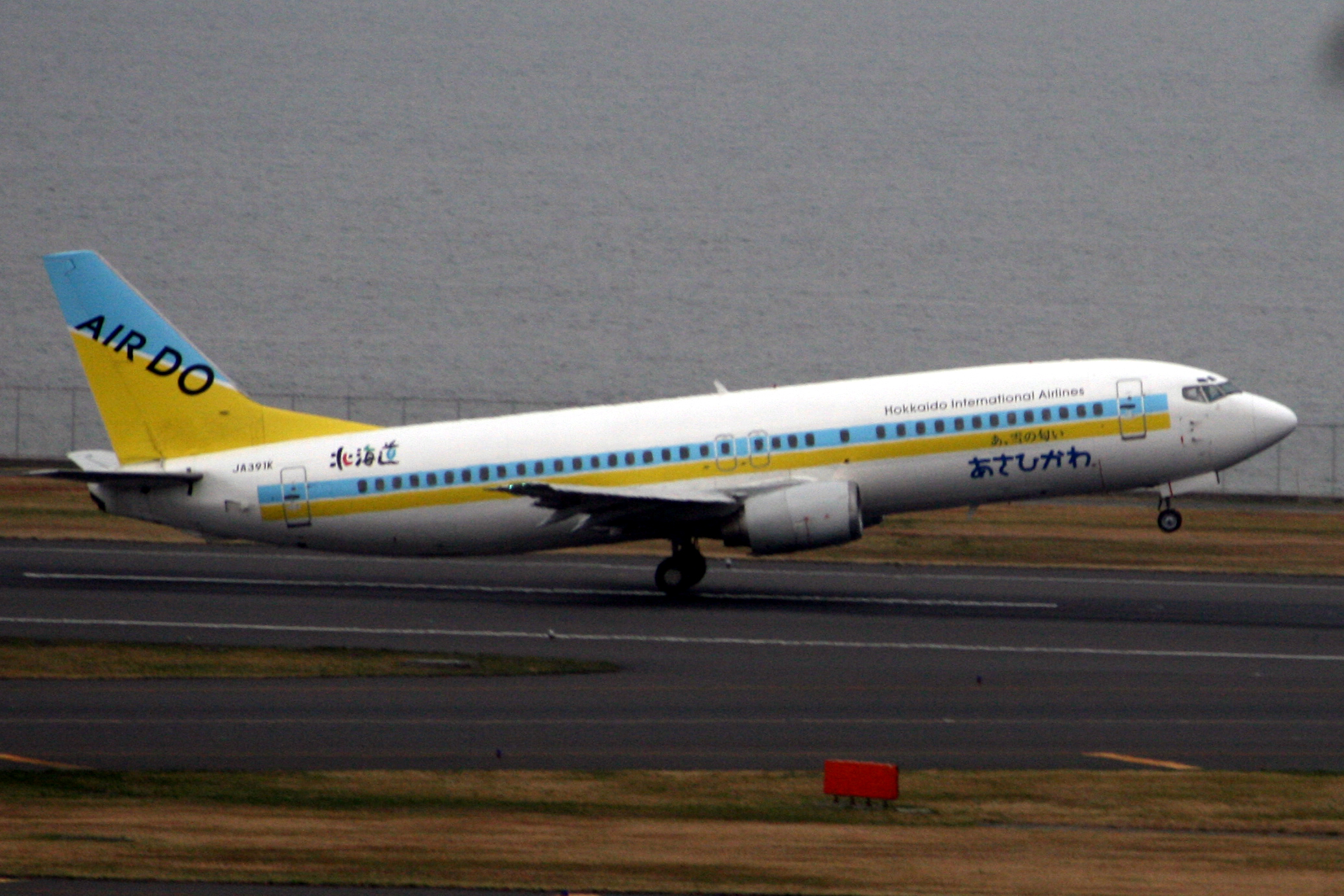
北海道国際航空時代のJA391K（2006年12月16日、羽田空港にて）

アイランドドルフィンとは、エアーニッポン (ANK) が2000年から羽田 - 八丈島線専用機材として導入していた2機のボーイング737-400の愛称。

## 概要
両機とも中古機のリースによる導入で、機体登録記号は1号機がJA391K、2号機がJA392Kである。1号機は2000年7月1日に羽田 - 八丈島線で就航した。
2号機は2001年9月に導入され、1号機と入れ替わりに八丈島線に就航した。1号機は福岡空港にベースを移し、福岡 - 対馬、福江、小松線及び小松 - 鹿児島線などで運航された。
この「アイランドドルフィン」は水色地の胴体前部に大きくイルカが描かれ、胴体後部から垂直尾翼には小さなイルカや風船などが描かれた特別塗装機で、通常のANAグループの旅客機の塗装とは一線を画していた。このイルカのデザインは同社が1995年から運用していたボーイング737-500「スーパードルフィン」のエンジンカウルに書かれているものに準じており、-400のエンジンカウルにも同様にイルカが描かれていた。JA391KとJA392Kとでは垂直尾翼の塗装に違いがあり、JA391KにはANKのロゴが入っていたが、JA392Kには入っていなかった。
2005年4月にJA391Kが、2006年1月にJA392Kが北海道国際航空（現・AIRDO） にサブリースされたのにともない、「アイランドドルフィン」としての運航は終了したが、塗装と内装を改めて羽田と北海道を結ぶ路線で運航されるようになった。なお、JA391Kは「あさひかわ」、JA392Kは「知床」と機体下部に表記されていた。その後両機ともスカイネットアジア航空（現・ソラシドエア）にサブリースされたが、JA391Kは2012年4月2日付で、JA392Kは2014年10月6日付で登録抹消された。

## 履歴
いずれも複雑な経歴を持つ機体である。
1号機
型式は737-4Y0。
- 1990年3月 フーツラ航空（スペイン）（en）にEC-ETBとして納入。
- 1998年5月 AB航空（イギリス）（en）にリース、G-OABEとなる。
- 1998年11月 トランス・ブラジル航空にサブリース、PT-TDEとなる。
- 1999年3月 フーツラ航空に返却、EC-HBTとなる。
- 2000年4月 リース会社に売却、N545NKとなる。
- 2000年5月 全日本空輸（運航はエアーニッポン）にリース、JA391Kとなる。
- 2005年4月 北海道国際航空にサブリース。
- 2008年7月 サブリース先がスカイネットアジア航空に変更。
- 2012年4月 登録抹消。一時的にN609SCとなった後部品取り機となる。

2号機
型式は737-46M。
- 1997年1月 ヴァージン・エクスプレス（現・ブリュッセル航空）にOO-VEDとして納入。
- 1997年12月 - 1998年4月 エアトランザットにC-GBIXとしてリース。1998年・1999年も同時期にリースしている。
- 2001年4月 リース会社に売却、N8550Fとなる。
- 2001年9月 全日本空輸（運航はエアーニッポン）にリース、JA392Kとなる。
- 2006年1月 北海道国際航空にサブリース。
- 2009年2月  サブリース先がスカイネットアジア航空（現ソラシドエア）に変更。
- 2014年10月 登録抹消、現在の所有者は不明。M-YWACとなる。
- 2021年3月 さまざまな航空会社を経て現在は、アラブ首長国連邦のダーロ航空で運用されているとみられる。